# Angatia thwaitesii
Angatia thwaitesii är en svampart som först beskrevs av Petch, och fick sitt nu gällande namn av Arx 1963. Angatia thwaitesii ingår i släktet Angatia och familjen Saccardiaceae.   Inga underarter finns listade i Catalogue of Life.